# دانشکده فنی مهندسی دانشگاه رازی
دانشکده فنی مهندسی دانشگاه رازی، یکی از دانشکده‌های زیرمجموعهٔ دانشگاه رازی است که در شهر کرمانشاه فعالیت می‌کند. این دانشگاه در سال ۱۳۷۱ تأسیس شده‌است.

## تاریخچه
کار ساخت ساختمان دانشکدهٔ فنی مهندسی از سال ۱۳۶۸ آغاز گردید و در سال ۱۳۷۱ ساختمان این دانشکده با زیربنای ۱۲۹۰۰ متر مربع به بهره‌برداری رسید. در سال ۱۳۸۷ ساختمان دانشکده توسعه یافت و بخشی مشتمل بر کلاس‌های درس با زیر بنای ۲۸۵۰ متر مربع به ساختمان قدیم اضافه گردید.
در سال ۱۳۹۶ ساختمانهای دانشکده هنر و معماری (فاز اول با زیر بنای ۶۷۲۰ متر مربع ) و ساختمان دانشکده نفت و پتروشیمی با زیر بنای ۵۴۰۰ متر مربع مورد بهره برداری قرار گرفتند. همچنین از نیم سال اول سال تحصیلی ۹۶-۱۳۹۵ گروه مهندسی معماری و باستان شناسی در ساختمان دانشکده هنر و معماری و گروه آموزشی مهندسی شیمی در ساختمان دانشکده نفت و پتروشیمی استقرار یافته اند. در حال حاضر فضاهای عمومی دانشکده فنی مهندسی شامل کتابخانه و سالن مطالعات خواهران و برادران، آمفی تئاتر ، سالن سمعی بصری ، مجتمع کارگاهی، فضاهای آزمایشگاهی، سایت کامپیوتر و بخش توسعه فضاهای کلاسی می‌باشد.
این دانشکده شامل دپارتمان‌های مهندسی برق، مهندسی مکانیک، مهندسی عمران، مهندسی شیمی، مهندسی مواد و نساجی، مهندسی کامپیوتر و مهندسی معماری می‌باشد.

## کتابخانه
دانشکدهٔ فنی مهندسی دانشگاه رازی، پیش‌تر دارای یک کتابخانه ی جداگانه، به نام «کتابخانهٔ دانشکدهٔ فنی مهندسی دانشگاه رازی» بود. این کتابخانه که در سال ۱۳۷۱ تأسیس شده‌بود، دارای ۲۰۵۶۹ جلد کتاب (شامل ۱۳۹۱۴ جلد کتاب فارسی و عربی و همچنین ۶۶۵۵ جلد کتاب لاتین) و اشتراک ادواری ۱۳۲ عنوان نشریه بود و در سال ۱۳۹۷ در کتابخانه‌ی مرکزی دانشگاه رازی ادغام شد.

## گروه مهندسی برق
گروه مهندسی برق در سال ۱۳۷۱ با جذب دانشجو در گرایش الکترونیک مقطع کارشناسی آغاز به کار کرد. این گروه در مقطع کارشناسی در سال‌های ۱۳۸۸ و ۱۳۹۲ به ترتیب در گرایش‌های قدرت و مخابرات، و در مقاطع کارشناسی ارشد و دکتری الکترونیک به ترتیب در سال‌های ۱۳۷۹ و ۱۳۸۸، و نیز کارشناسی ارشد و دکتری قدرت در سال‌های ۱۳۹۰ و بهمن ۱۳۹۱ و همچنین کارشناسی ارشد مخابرات از سال ۱۳۹۰ دانشجو پذیرش کرده‌است.
امکانات آزمایشگاه‌های این گروه آزمایشگاه مدار و اندازه‌گیری الکتریکی، آزمایشگاه الکترونیک، آزمایشگاه مدار مخابراتی، آزمایشگاه تکنیک پالس، آزمایشگاه میکرو پروسسور و آزمایشگاه ماشین‌های الکتریکی می‌باشد. علاوه بر گرایش‌های کلاسیک قدرت، الکترونیک، مخابرات و کنترل، هم‌اکنون گرایش‌های مهندسی پزشکی و فناوری اطلاعات نیز به گروه مهندسی برق اضافه شده‌است.
رشته‌های تحصیلی دایر در گروه مهندسی برق عبارتند از:
- کارشناسی: مهندسی برق الکترونیک، قدرت، مخابرات
- کارشناسی ارشد: مهندسی برق الکترونیک، قدرت، مخابرات، مهندسی پزشکی
- دکتری تخصصی: مهندسی برق الکترونیک، قدرت، مخابرات

### اعضای هیئت علمی
| نام                 | گرایش         | مرتبه علمی |
| ------------------- | ------------- | ---------- |
| محسن حیاتی          | الکترونیک     | استاد      |
| آرش احمدی           | الکترونیک     | دانشیار    |
| غلامرضا کریمی       | الکترونیک     | دانشیار    |
| حمدی عبدی           | قدرت          | دانشیار    |
| پگاه زرجام          | مهندسی پزشکی  | دانشیار    |
| قاسم عازمی          | مخابرات سیستم | دانشیار    |
| رضا کیهانی          | قدرت          | استادیار   |
| غلامحسین شیسی       | قدرت          | استادیار   |
| محمد مرادی          | قدرت          | استادیار   |
| شهرام کریمی         | قدرت          | استادیار   |
| حسن مرادی چشمه بیگی | قدرت          | استادیار   |
| محمدمهدی کارخانه چی | الکترونیک     | استادیار   |
| مزدک رادملکشاهی     | الکترونیک     | استادیار   |
| سمیه بهرامی         | الکترونیک     | استادیار   |
| صبا خسروی           | الکترونیک     | استادیار   |
| سید وهاب الدین مکی  | مخابرات میدان | استادیار   |
| محمدسجاد بیاتی      | مخابرات میدان | استادیار   |
| ثمین روانشادی       | مهندسی پزشکی  | استادیار   |
| ابوالفضل فیروزه     | الکترونیک     | مربی       |

## مهندسی مکانیک
گروه مهندسی مکانیک دانشگاه رازی از سال ۱۳۷۱ همزمان با تأسیس دانشکده فنی مهندسی، فعالیت خود را آغاز کرد. 
- کارشناسی مهندسی مکانیک (گرایش طراحی جامدات) سال ۱۳۷۱
- کارشناسی ارشد مهندسی مکانیک ( گرایش طراحی کاربردی) سال ۱۳۸۱
- کارشناسی ارشد مهندسی مکانیک (گرایش تبدیل انرژی) سال ۱۳۸۵
- کارشناسی مهندسی مکانیک (گرایش حرارت و سیالات) سال ۱۳۸۶
- دکتری تخصصی مهندسی مکانیک (گرایش طراحی کاربردی) سال ۱۳۸۸
- کارشناسی مهندسی مکانیک، سال ۱۳۸۹
- دکتری تخصصی مهندسی مکانیک (گرایش تبدیل انرژی) سال ۱۳۹۱.[۷]

این گروه ۱۷ نفر عضو هیأت علمی تمام‌وقت در رشته‌ها و گرایش‌های مختلف دارد که ۲ نفر با مرتبه استادی، ۷ نفر با مرتبه دانشیاری و ۹ نفر با مرتبه استادیاری فعالیت می‌کند و یک نفر به بازنشستگی رسیده‌است. هم‌اکنون در این گروه، حدود ۲۱۰ نفر دانشجو در مقطع کارشناسی، ۱۲۳ نفر دانشجو در مقطع کارشناسی ارشد و ۲۶ نفر دانشجو در مقطع دکتری تخصصی مشغول تحصیل هستند. آزمایشگاه های ترمودینامیک، مکانیک سیالات، دینامیک و ارتعاشات، علم مواد و کارگاه های ماشین ابزار، اتومکانیک، جوش‌کاری و ورق‌کاری از دیگر امکانات این گروه می باشد.
رشته‌های تحصیلی مهندسی مکانیک عبارتند از:
- کارشناسی: مهندسی مکانیک
- کارشناسی ارشد: مهندسی مکانیک-طراحی کاربردی، مهندسی مکانیک-تبدیل انرژی
- دکتری تخصصی: مهندسی مکانیک-طراحی کاربردی، مهندسی مکانیک-تبدیل انرژی[۷]

### اعضای هیئت علمی
| نام                       | گرایش         | مرتبه علمی |
| ------------------------- | ------------- | ---------- |
| محمدحسین یاس              | طراحی کاربردی | استاد      |
| سعید فعلی                 | طراحی کاربردی | استاد      |
| صابر محمدی                | طراحی کاربردی | دانشیار    |
| حشمت حقیقت                | طراحی کاربردی | دانشیار    |
| مهرداد فروتن              | طراحی کاربردی | دانشیار    |
| محمد ابراهیم اعلمی آل آقا | طراحی کاربردی | دانشیار    |
| حبیب اله صفرزاده          | تبدیل انرژی   | دانشیار    |
| فرزاد ویسی                | تبدیل انرژی   | دانشیار    |
| مسعود آقاخانی             | تولید و صنایع | دانشیار    |
| جواد رستمی                | تبدیل انرژی   | استادیار   |
| جعفر جماعتی               | تبدیل انرژی   | استادیار   |
| میثم سعیدی                | تبدیل انرژی   | استادیار   |
| اکرم خدایاری              | تبدیل انرژی   | استادیار   |
| مهرداد پاک نژاد           | تبدیل انرژی   | استادیار   |
| علی امیری                 | تبدیل انرژی   | استادیار   |
| نجف بیگلری                | تبدیل انرژی   | مربی       |

## گروه مهندسی عمران
گروه مهندسی عمران از سال ۱۳۷۲ با پذیرش دانشجو در مقطع کارشناسی عمران–عمران فعالیت خود را آغاز نمود.
در حال حاضر این گروه دارای ۱۹ عضو هیئت علمی و ۳ کارشناس فنی و یک منشی بوده و همه ساله پذیرای دانشجو در سه مقطع تحصیلی کارشناسی، کارشناسی ارشد و دکتری در دوره های روزانه، شبانه و پردیس می باشد.
گروه مهندسی عمران دارای آزمایشگاه های آموزشی مقاومت مصالح، مکانیک خاک، مکانیک سیالات و هیدرولیک، تکنولوژی بتن و کارگاه های اجراءبوده و در بخش تحقیقاتی نیز به تازگی مرکز تحقیقات سازه، ژئوتکنیک و آب نیز تاسیس گردیده است.
رشته‌های تحصیلی دایر در گروه مهندسی عمران عبارتند از:
- کارشناسی: عمران-عمران
- کارشناسی ارشد: سازه، ژئوتکنیک، زلزله، راه و ترابری، مهندسی آب و سازه‌های هیدرولیکی، مهندسی مدیریت منابع آب
- دکتری تخصصی: سازه، ژئوتکنیک، مهندسی آب و سازه‌های هیدرولیکی[۹]

## گروه مهندسی شیمی
گروه مهندسی شیمی در سال ۱۳۷۳ در دانشکده فنی تأسیس شد. در حال حاضر در رشتهٔ مهندسی شیمی در دورهٔ کارشناسی و در رشته‌های جداسازی، طراحی فرایند، ترمو سینتیک، پلیمر و بیوتکنولوژی در دورهٔ کارشناسی ارشد، و همچنین در جداسازی و طراحی فرایند و ترموسینتیک در دورهٔ دکتری پذیرش دانشجو صورت می‌گیرد.
امکانات این بخش شامل آزمایشگاه های مختلف آموزشی از قبیل انتقال حرارت، کنترل فرایند، عملیات واحد، مکانیک سیالات، نفت و آزمایشگاه های تحقیقاتی - پژوهشی مختلف می‌باشد.
رشته های تحصیلی دایر در گروه مهندسی شیمی عبارتند از:
- کارشناسی: مهندسی شیمی
- کارشناسی ارشد: مهندسی شیمی: طراحی فرایند، کاتالیست و ترمودینامیک، بیوتکنولوژی، فرایندهای جداسازی، پلیمر
- دکتری تخصصی: مهندسی شیمی

## گروه مهندسی کامپیوتر
گروه مهندسی کامپیوتر از سال ۱۳۷۶ با پذیرش دانشجو در مقطع کارشناسی کامپیوتر-گرایش نرم‌افزار شروع به فعالیت نمود. این گروه دارای ۱۱ عضو هیأت علمی (استادیار)، سه نفر کارشناسی فنی آزمایشگاهی، یک نفر کارشناسی آموزشی و یک نفر منشی گروه می‌باشد. هم‌اکنون گروه مهندسی کامپیوتر در سه مقطع تحصیلی کارشناسی (گرایش مهندسی نرم‌افزار و مهندسی معماری)، کارشناسی ارشد( گرایش‌های مهندسی کامپیوتر معماری سیستم‌ها، مهندسی کامپیوتر نرم‌افزار، مهندسی فناوری اطلاعات-سیستم‌های چند رسانه‌ای و مهندسی فناوری اطلاعات-مدیریت سیستم‌های اطلاعاتی) و دکتری گرایش معماری سیستم‌ها در دوره‌های روزانه و پردیس دانشجو می‌پذیرد. تعداد دانشجویان مشغول به تحصیل در این گروه شامل ۲۸۰ دانشجو در مقطع کارشناسی، ۷۰ دانشجو در مقطع کارشناسی ارشد و ۲۵ دانشجو در مقطع دکتری می‌باشد. گروه مهندسی کامپیوتر دارای آزمایشگاه‌های آموزشی بوده و در بخش تحقیقاتی نیز به تازگی آزمایشگاه مرجع معماری سازمانی و مرکز امنیت و آپا نیز تأسیس گردیده است.
رشته های تحصیلی دایر در گروه مهندسی کامپیوتر عبارتند از:
- کارشناسی: مهندسی نرم‌افزار، معماری کامپیوتر
- کارشناسی ارشد: مهندسی کامپیوتر (معماری سیستم‌های کامپیوتر، هوش مصنوعی)، فناوری اطلاعات (سیستم‌های چند رسانه‌ای، سیستم‌های مدیریت اطلاعات)
- دکتری تخصصی: معماری سیستم‌های کامپیوتر

### اعضای هیئت علمی
| نام                 | گرایش           | مرتبه علمی |
| ------------------- | --------------- | ---------- |
| فردین ابدالی محمدی  | نرم افزار       | دانشیار    |
| سید جهانشاه کبودیان | هوش مصنوعی      | استادیار   |
| محمدسعید جهانگیری   | معماری کامپیوتر | استادیار   |
| محمود احمدی         | شبکه            | دانشیار    |
| عبدالله چاله چاله   | هوش مصنوعی      | استادیار   |
| امیر رجب زاده       | معماری کامپیوتر | دانشیار    |
| عبدالحسین فتحی      | معماری کامپیوتر | دانشیار    |
| محمد کاظمی فرد      | نرم افزار       | استادیار   |
| آرزو کامران         | معماری کامپیوتر | استادیار   |
| فرهاد مردوخی        | نرم افزار       | استادیار   |
| حامد منکرسی         | هوش مصنوعی      | استادیار   |

## گروه مهندسی معماری
گروه معماری در سال ۱۳۷۷ با پذیرش ۷ دانشجو در مقطع کاردانی آغاز به کار نمود. این گروه از سال ۱۳۸۴ تا سال ۱۳۸۶ اقدام به پذیرش دانشجویان معماری در مقطع کارشناسی ناپیوسته و از سال ۱۳۸۷ اقدام به پذیرش دانشجو در مقطع کارشناسی پیوسته نمود. همچنین پذیرش دانشجو در مقطع کارشناسی ارشد از سال ۱۳۹۴ و با پذیرش ۸ دانشجو آغاز شده‌است. از سال ۱۳۹۶ با ساخت دانشکدهٔ هنر و معماری، رشتهٔ معماری از دانشکدهٔ مهندسی جدا شد.

## گروه مهندسی مواد و نساجی
مهندسی مواد و نساجی در ابتدا زیرمجموعهٔ گروه مهندسی مکانیک بود، اما از سال ۱۳۹۳ به طور مستقل فعالیت خود را در دانشگاه رازی آغاز نمود. این گروه در مقطع کارشناسی در دو رشتهٔ مهندسی مواد و مهندسی نساجی دانشجو می‌پذیرد. همچنین دانشجویان تحصیلات تکمیلی در دو گرایش رشتهٔ مهندسی مواد (نانو مواد و شناسایی و انتخاب مواد) مشغول به تحصیل هستند.
رشته های تحصیلی دایر در گروه مهندسی مواد و نساجی عبارتند از:
- کارشناسی: مهندسی نساجی، مهندسی مواد-متالوژی صنعتی
- کارشناسی ارشد: مهندسی مواد–نانو مواد، مهندسی مواد–شناسایی و انتخاب مواد[۱۴]